# NEAT (järnvägsprojekt)

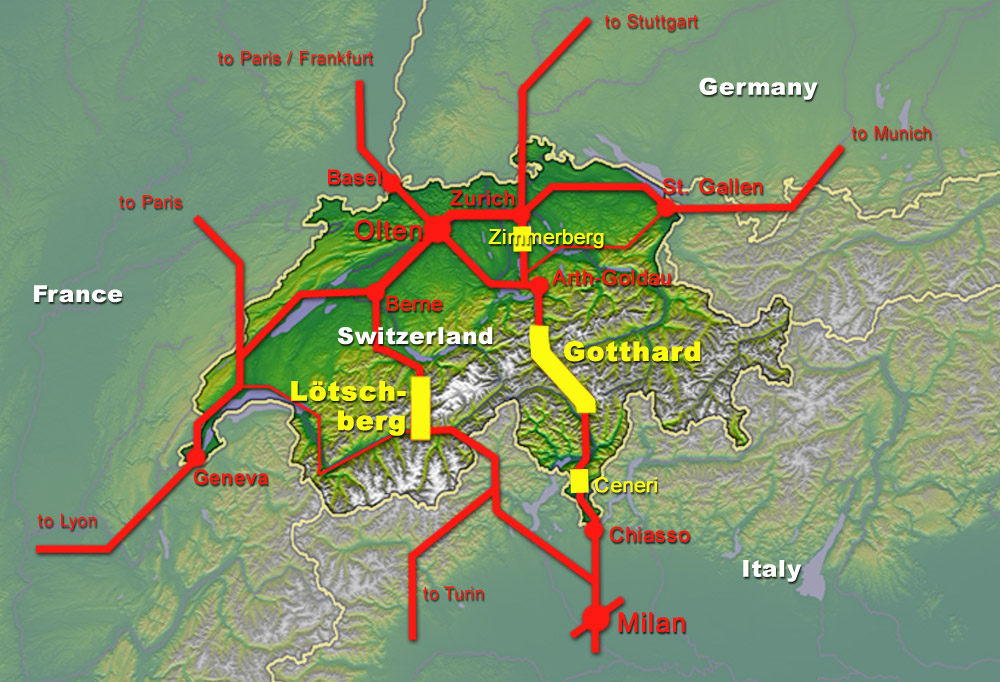
Karta över Schweiz med bastunnlarna (i gult): Gotthard, Lötschberg, Ceneri och Zimmerberg.

NEAT (tyska: Neue Eisenbahn-Alpentransversale; franska: Nouvelle ligne ferroviaire à travers les Alpes, NLFA; italienska: Nuova ferrovia transalpina, NFTA; rätoromanska: Nova lingia da viafier tras las Alps, NVTA) 
är ett projekt vars syfte är förbättrade järnvägsförbindelser över schweiziska Alperna. I projektet ingår att bygga bastunnlar – belägna flera hundra meter under de befintliga, äldre tunnlarna – längs två olika huvudsträckor: Gotthard och Lötschberg. Den 57,1 km långa Gotthardbastunneln och den 34,6 km långa Lötschberg-bastunneln är de viktigaste delarna i projektet.
Den sammanlagda projekterade kostnaden för NEAT var 12,189 miljarder schweiziska franc 1998; i december 2015 beräknades den slutgiltiga kostnaden till 17,9 miljarder schweiziska franc.
Lötschberg-bastunneln öppnade 2007 (ännu återstår dock att bygga ut större delen av tunnelsträckan till dubbelspår). Gotthardbastunneln togs i full drift den 11 december 2016 och Ceneribastunneln (15 km) i Gotthardsträckans södra del  öppnade 4 september 2020. I Gotthardsträckan ingår även  Zimmerberg-bastunneln nära Zürich, öppnad 2002 i en första etapp på 9,4 km (förlängning föreslagen).